# Бедешть (Клуж)
Бедешть, Бедешті (рум. Bădești) — село у повіті Клуж в Румунії. Входить до складу комуни Вултурень.
Село розташоване на відстані 340 км на північний захід від Бухареста, 21 км на північ від Клуж-Напоки.

## Населення
За даними перепису населення 2002 року у селі проживали 139 осіб.
Національний склад населення села:
| Національність | Кількість осіб | Відсоток |
| -------------- | -------------- | -------- |
| румуни         | 116            | 83,5%    |
| угорці         | 23             | 16,5%    |

Рідною мовою назвали:
| Мова      | Кількість осіб | Відсоток |
| --------- | -------------- | -------- |
| румунська | 116            | 83,5%    |
| угорська  | 23             | 16,5%    |